# USS Hyman G. Rickover (SSN-709)
Lo USS Hyman G. Rickover (hull classification symbol SSN-709) è stato un sottomarino nucleare di classe Los Angeles della Marina degli Stati Uniti. Primo e unico sottomarino della classe a non prendere il nome di una città, ma dedicato all'ammiraglio Hyman George Rickover.
Il contratto di costruzione venne assegnato alla General Dynamics Corporation di Groton (Connecticut), il 10 dicembre 1973 e venne completato il 24 luglio 1981. Il varo avvenne il 27 agosto 1983 sotto il patrocinio della signora Eleonore Ann Bednowicz Rickover, moglie dell'ammiraglio Hyman George Rickover e entrò in servizio il 21 luglio 1984.

## Storia

### Nome
Inizialmente lo SSN-709 doveva essere chiamato USS Providence; tuttavia, in seguito al pensionamento dell'ammiraglio Rickover, il suo nome fu riassegnato prima del battesimo ufficiale in suo onore. Successivamente all'SSN-719 venne dato il nome di USS Providence.

### Storia operativa
Durante i mesi da gennaio ad aprile 1984, lo USS Hyman G. Rickover si stava avvicinando al completamento della sua costruzione. Il primo equipaggio venne formato a gennaio. La criticità iniziale del reattore S6G della nave fu raggiunta il 10 marzo 1984. Le aree di ormeggio e mensa furono completate in aprile e, il 23 aprile 1984, l'equipaggio si trasferì a bordo della nave. Per ricordare l'occasione venne servito un pasto speciale a base di bistecche ribeye, patate al forno e pannocchie.
La nave fu messa in servizio il 24 aprile 1984 e le prime prove in mare iniziarono il 16 maggio 1984 con a bordo l'ammiraglio Kinnaird R. McKee. L'ammiraglio McKee è stato direttore dell'Ufficio di propulsione nucleare navale del Dipartimento dell'Energia degli Stati Uniti. Le prove in mare vennero completate in modo intelligente e nel più breve tempo possibile per un sottomarino di classe 688 costruito presso Electric Boat. L'ammiraglio McKee si complimentò con l'equipaggio per l'ottima prestazione prima della sua partenza.

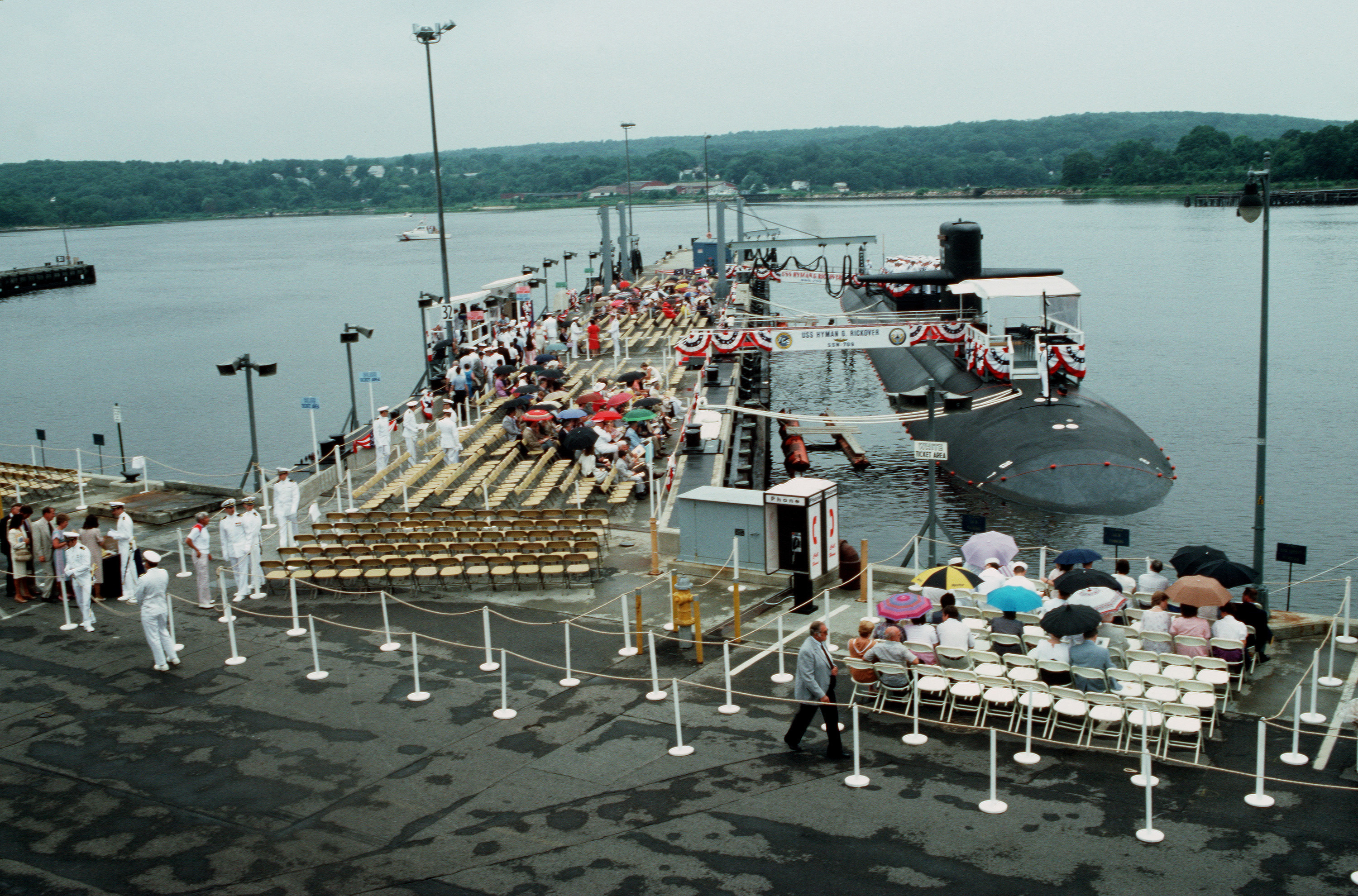
Lo USS Hyman G. Rickover durante la cerimonia di varo, 21 luglio 1984

Esattamente alle 12:08 del 21 luglio 1984, lo USS Hyman G. Rickover fu messo in servizio dal vice ammiraglio Bernard M. Kauderer, comandante della forza sottomarina della flotta atlantica degli Stati Uniti. Durante la cerimonia alla base sottomarina di Groton, nel Connecticut, ci fu un grosso temporale ma, nonostante il tempo e il ritardo di un'ora dovuto all'arrivo in ritardo del rappresentante degli Stati Uniti Charles E. Bennett della Florida, il relatore principale, ci fu una buona partecipazione. Il sottomarino di classe Los Angeles entrò in servizio sotto il comando del capitano Fredrik Spruitenburg.
Il 6 agosto, il sottomarino si diresse a sud verso il Mar dei Caraibi, dove condusse test di precisione sui sistemi d'arma e fece scali a Roosevelt Roads, Porto Rico, e Frederiksted, St. Croix, Isole Vergini Americane. Successivamente, dal 30 ottobre al 2 novembre, completò con successo il test di certificazione per il lancio dei siluri Mk-48. In seguito, dal 3 al 7 novembre, effettuò una visita al porto di Cape Canaveral, in Florida. Dopo aver lasciato le coste della Florida, il sottomarino si diresse verso nord, dove completò con successo la sua prima valutazione operativa delle protezioni del reattore (ORSE), per poi ormeggiare alla base sottomarina di New London per i mesi successivi.
Il 3 maggio 1985 al sottomarino venne assegnato un nuovo porto di partenza, da Gronton a Norfolk in Virginia, dove ci rimase fino al 2007.
Nell'ottobre del 1989 lo Hyman G. Rickover partecipò ad esercitazioni con il USS Dwight D. Eisenhower (CVN-69) Battle Group, prima di fare scalo a Cape Canaveral dal 7 al 10 ottobre. Successivamente il sottomarino tornò a casa e trascorse il resto dell'anno in SRA (Ship's Restricted Availability - Disponibilità limitata della nave).
Tra maggio e giugno 1990 il sottomarino completò un dispiegamento nel Nord Atlantico che prevedeva “operazioni vitali per la sicurezza degli Stati Uniti”. Lo USS Hyman G. Rickover visitò diversi porti durante lo spiegamento, tra cui Holy Loch, in Scozia (28-29 maggio), in Portsmouth, Inghilterra (31 maggio-7 giugno) e Brest, in Francia (8-12 giugno).
Lo SSN-709 apparse in primo piano nel documentario Submarine: Steel Boats-Iron Men girato nel 1989 e trasmesso nel novembre del 1991.
Tra il 5 ottobre 2001 e l'aprile 2002 lo USS Hyman G. Rickover completò un dispiegamento nel Nord Atlantico approdando in diversi porti tra cui Faslane, in Scozia (19 novembre - 4 dicembre e 13-18 marzo), Tromsø, in Norvegia (14-18 dicembre) e Bergen, sempre in Norvegia (28 gennaio-5 febbraio). La barca imbarcò la squadra ORSE (Esami di salvaguardia operativa del reattore) a Cape Canaveral e completò l'ORSE in rotta verso Norfolk (3-5 aprile).
Lo USS Hyman G. Rickover venne radiato il 14 dicembre 2006 e trasportato al cantiere navale di Portsmouth a Kittery, nel Maine, nel 2007 per il processo di disarmo durato un anno. Il sottomarino venne dismesso nel 2007, con l'equipaggio in partenza per l'ultima volta il 17 dicembre 2007. Il sottomarino venne rimorchiato l'anno successivo presso il cantiere navale di Puget Sound, dove rimase ormeggiato fino allo smantellamento e allo smaltimento, previsto per il 2016.
Attualmente lo USS Hyman G. Rickover è nel programma di riciclaggio di navi e sottomarini della Marina degli Stati Uniti ed è in attesta di demolizione.

## Stemma della nave
Lo stemma della nave venne disegnato dalla moglie di un ex membro dell'equipaggio e rappresenta simbolicamente l'ammiraglio Rickover e il sottomarino nucleare.
Le quattro stelle bianche simboleggiano il grado dell'ammiraglio Rickover al momento del pensionamento. L'angolazione verso l'alto del sottomarino rappresenta gli Stati Uniti che ricercano il nemico. Il simbolo dell'energia nucleare ricorda che l'Ammiraglio Rickover, padre del programma nucleare della Marina Statunitense e il motto "Impegnato per l'eccellenza" simboleggia i 64 anni di servizio navale attivo dell'Ammiraglio.

## Comandanti
Lista di comandanti dell'USS Hyman G. Rickover e relativa data di assunzione del comando:
1. Capitano Fredrik H.M. Spruitenburg: 21 luglio 1984;
2. Comandante Jay M. Cohen: 23 gennaio 1985;
3. Comandante Bruce S. Lemkin: 23 gennaio 1988;
4. Comandante Brenton C. Greene: 28 luglio 1990;
5. Comandante John J. Donnelly: 02 novembre 1991;
6. Comandante Joseph A. Walsh: 02 dicembre 1994;
7. Comandante Robert E. Schuetz: 10 luglio 1997;
8. Comandante Peter H. Young: 08 luglio 1999;
9. Comandante Kenneth L. Gray: 07 giugno 2002;
10. Comandante Robert E. Cosgriff: agosto 2005;
11. Comandante Troy E. Mong: 15 giugno 2007.

## Submarine squadron
Lista di submarine squadron al quale l'USS Hyman G. Rickover venne assegnato:
- Submarine Squadron 2: dal 21 luglio 1984;
- Submarine Squadron 8: dal 03 maggio 1985.

## Riconoscimenti
|                                           |  |                                                                                                   |  |                             |
| Bronze star · Template:Ribbon devices/alt |  | Bronze star · Bronze star · Template:Ribbon devices/alt                                           |  | Template:Ribbon devices/alt |
| Bronze star · Template:Ribbon devices/alt |  | Bronze star · Template:Ribbon devices/alt                                                         |  | Template:Ribbon devices/alt |
| Template:Ribbon devices/alt               |  | Silver star · Bronze star · Bronze star · Bronze star · Bronze star · Template:Ribbon devices/alt |  | Template:Ribbon devices/alt |